# Individuace
Individuace (z lat. individuus nedělitelný) je psychologický pojem, který označuje vyčleňování jedince v rámci společnosti, tedy získávání vlastních individuálních charakteristik. Opakem je deindividuace (česky odosobňování), tedy ztrácení vlastních individuálních charakteristik a přebírání charakteristik celé skupiny. Příkladem může být odosobnění jedince v davu, například na sportovním zápase.
V analytické psychologii pak tento termín označuje proces, při němž se lidská psychika stává celistvější ve vztahu ke svým komponentám.

## Pojetí v analytické psychologii
Analytická psychologie definuje pojem individuace především ve smyslu vydělení psychiky od projekcí vlastních nevědomých obsahů na jiné předměty nebo osoby. Individualita jako oddělenost jedince od zbytku světa zde dostává zcela jiný význam. Individuovaná psychika znamená především stav nedělitelnosti sebe samé. Pojem individuace nelze tedy odmyslet od koncepce psychického komplexu, kde se lidská duše chápe z vývojových důvodů jako složená z řady více či méně izolovaných komplexů, shluků psychických komponent či funkcí. Cílem individuačního procesu je navázat (asociovat) jednotlivé komponenty duše tvořené komplexy do jednoho celku, který zahrne vědomý ego-komplex a nevědomou oblast. Opakem individuačního procesu duše je tzv. disociace. Neurotická disociace nebo schizofrenní fragmentace nejsou jen pouhým rozpadem psychických komplexů, ale také špatně strukturovanou psychickou integrací těchto komplexů.
Individuace se chápe především jako proces. Souvisí to s představou duše jako rovnovážného a zároveň dynamického celku – bytostného Já. Duše není z psychologického hlediska ukotvena v metafyzické sféře mimo čas a prostor, ale její uspořádání se neustále proměňuje. C. G. Jung nepřestával zdůrazňovat empirickou povahu svých vývodů a při zkoumáních dynamiky psychických procesů vycházel ze své psychiatrické praxe, kde nalezl společný jmenovatel psychologického materiálu právě v procesu individuace. Teleologie psychického procesu individuace se na jedné straně jeví jako spontánní životní pohyb, na druhé straně se ukazuje jeho nesamozřejmost při podléhání vnějším i vnitřním vlivům. Duševní nemoc se v tomto pojetí chápe jako analogie nemoci fyzické, která může a nemusí být vrozená a u níž lze do jisté míry ovlivnit její průběh a výsledek.
Individuační proces se chápe především jako nevědomý, ale analytická psychologie pracuje s metodami, kterými se člověk svojí vědomou činností může na tomto procesu podílet. Mezi ně patří aktivní imaginace, jejímž charakteristickým rysem je integrace nevědomých obsahů do vědomí. Výsledkem není asimilace těchto obsahů ve vědomí, ale změna povahy jáské osobnosti konfrontací s nevědomými složkami.
C. G. Jung také často poukazoval na různá náboženství jako systémy zpracovávající téma individuace. Nejsou to jen soubory regulativních idejí, ale lze je chápat především jako symbolické reprezentanty vlastního procesu individuace. Názorně to lze ukázat na myšlence ego-komplexu. Ten, ačkoliv z hlediska dostupného poznání zaujímá ústřední místo v psychickém životě, tvoří jen omezenou výseč celku psychiky. Náboženské systémy v pojetí analytické psychologie berou do péče i ty oblasti psychiky, které se lidské duši nekladou přímo v rámci ego-komplexu, ale přesto patří do psychického celku.